# Lewis Nkosi
Lewis Nkosi (Durban, 5 dicembre 1936 – Johannesburg, 5 settembre 2010) è stato uno scrittore e giornalista sudafricano.
Nato in una famiglia zulu, studiò nel M. L. Sultan Technical College di Durban, e lavorò come giornalista in pubblicazioni come Ilanga lase Natale o Drum.
Visse a lungo in esilio per le sue critiche contro l' apartheid dal 1961 quando conseguì una borsa di studio per Harvard. Fu professore in varie università di Stati Uniti, Regno Unito, Polonia o Zambia e ritornò in Sudafrica solo nel 2001.

## Opere
- The Rhythm of Violence, 1964
- Home and Exile, Longman, 1965
- Home and exile and other selections, Longman, 1983, ISBN 0-582-64406-2
- Mating Birds, Constable, 1986, ISBN 0-09-467240-7 (Macmillan Pen Prize)
- The Transplanted Heart: Essays on South Africa, 1975
- Tasks and Masks: Themes and Styles of African Literature, Longman, 1981, ISBN 0-582-64145-4
- The Black Psychiatrist (2001)
- Underground People, Kwela Books, 2002, ISBN 0-7957-0150-0
- Mandela's Ego, Struik, 2006, ISBN 1-4152-0007-6